# Nieuw Wassenaar
Nieuw Wassenaar is een wijk (voormalige buurtschap) in de gemeente Wassenaar. De wijk is gelegen tussen de Verlengde Kerkeweg en de Wittenburgerweg. De wijk ligt ten westen van Kerkehout en ten zuidwesten van Oud Wassenaar in een park genaamd Haagse Parken en Buitenplaatsen. Nieuw Wassenaar wordt, wegens de ligging ten zuiden van Wassenaar ook vaak Zuid Wassenaar genoemd. De huizen in Nieuw Wassenaar dateren uit de periode van ca. 1920 tot 1935.
De wijk bestaat vooral uit grote losstaande huizen, veel bewoond door miljonairs. In de buurtschap ligt het Kasteel De Wittenburg.